# Isocrambia
Isocrambia is een geslacht van vlinders van de familie bloeddrupjes (Zygaenidae), uit de onderfamilie Chalcosiinae.

## Soorten
- I. apicalis Jordan, 1907
- I. lutea Jordan, 1907
- I. melaleuca (Rothschild, 1905)
- I. tricolor (Rothschild & Jordan, 1905)